# Fumiko Kaneko

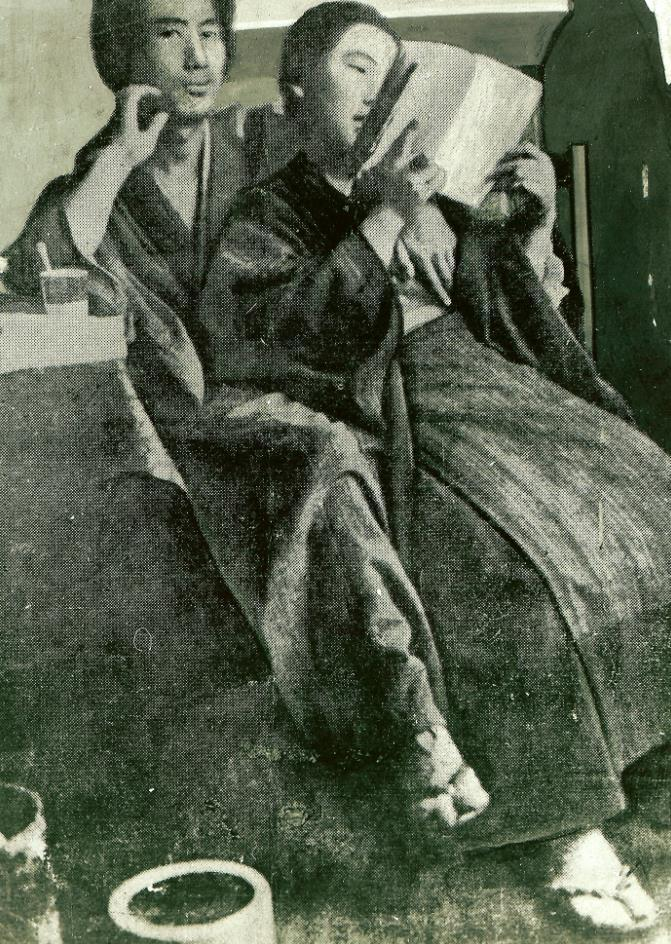
Park Yeol et Kaneko.

Fumiko Kaneko (金子 文子), née le 25 janvier 1903 à Yokohama et décédée en prison à l'âge de 23 ans le 23 juillet 1926, est une anarchiste et nihiliste japonaise, arrêtée et condamnée pour conspiration contre le prince héritier, futur empereur Hirohito, en soutien au mouvement d'indépendance coréen.

## Biographie
Kaneko est la fille d'un ancien policier et d'une ouvrière. Elle passe les neuf premières années de sa vie en tant qu'enfant non enregistré, ce qui devrait l'empêcher de recevoir une éducation officielle, son existence n'étant pas reconnue par la société. Sa mère parvient cependant en insistant à la faire accepter dans des cours scolaires.
Après que sa mère ait essayé sans succès de la vendre à une maison close, Kaneko est envoyée vivre chez sa grand-mère paternelle en Corée à l'âge de neuf ans. Femme fortunée, la parente enregistre Fumiko Kaneko comme sa propre fille et promet de lui donner une bonne éducation. Kaneko est une enfant intelligente qui reçoit ainsi une éducation similaire - tant dans le fond que dans la durée - à celle de ses camarades de classe masculins. Mais sa grand-mère désapprouve son attitude et commence rapidement à abuser d'elle. La famille maternelle de Kaneko apprend ces mauvais traitements et décide de la ramener au Japon.
Son rejet de toute autorité est peut-être dû aux traitements qu'elle a reçus de ses parents et de sa grand-mère, mais ses observations en Corée ont renforcé sans aucun doute sa vision de la vie en tant que lutte pour la survie où les forts abusent et exploitent les plus faibles. Elle embrasse finalement la pensée anarchiste et la philosophie nihiliste et fait cause commune avec Park Yeol, un anarchiste coréen.

## Source de la traduction
- (en) Cet article est partiellement ou en totalité issu de l’article de Wikipédia en anglais intitulé « Fumiko Kaneko » (voir la liste des auteurs).